# Мошурів
Мошу́рів — село в Україні, в Тальнівській міській громаді Звенигородського району Черкаської області. Розташоване на обох берегах річки Мощурів (притока Гірського Тікича) за 9,5 км на захід від міста Тальне та за 8 км від автошляху Н16. Населення становить ▼1694 особи. 

## Історія
Перша згадка про с. Мошурів датується XVI ст. Походження назви села, за переказами, пов'язане з тим, що по березі річки проходив чумацький шлях. На мальовничому березі тюркські кочівники та чумаки зупинялися на відпочинок, пили воду з кринички, яка нині носить назву Чумацька. Родючі землі, клімат, густі ліси сподобалися чумакові на розповсюджене серед татар ім'я Мошура. Він вирішив тут оселитися, привіз сюди свою сім'ю і своїх товаришів. Так утворилося ціле поселення, що й дало початок виникнення села, назва якою походить від першого поселенця — Мошури.
Поблизу села відомо про чотири поселення трипільської культури та сім ранньослов'янських — черняхівської культури VII—VIII ст.
Кобзина криниця знаходиться у лісі. За легендою, під час одного з татарських набігів люди заховалися від ворогів у лісі, в урочищі. Серед них був і кобзар. Татари вислідили людей і знищили всіх, живим залишився лише кобзар, але був тяжко поранений. На тому місці він й сидів, однією рукою, як міг, грав на кобзі. Татари повернулися й убили сивочолого кобзаря. На тому місці де сидів кобзар і впала кобза, забило чисте, мов поминальна сльоза, джерело. Про давність цієї історії свідчать ще й спогади найстаріших людей села[джерело?]. Вони завжди ходили до джерела, щоб напитися його холодної води.
У 1923 р. утворено три товариства спільного обробітку землі «Жовтень», «Травень», «Шевченкове», які в 1953 р. об'єднано в один колгосп «Великий Жовтень». 18 травня 1993 р. колгосп «Великий Жовтень» реорганізовано в ЗАСТ «Мошурівське».
Під час Голодомору 1932—1933 рр. померли 722 особи, репресовано 77 осіб. Під час Німецько-радянської війни 500 мошурян воювали на фронтах, 239 загинули, 209 відзначено нагородами, 27 повернулися інвалідами.
На сьогодні[коли?] діють загальноосвітня школа І-III ступенів, музична школа, дитячий садок, дільнична лікарня, будинок культури, магазини, відділення зв'язку, функціонують сільськогосподарські фермерські господарства. Кількість дворів — 1003.
1 жовтня 2017 року у Мошурові митрополит Іоан освятив новозбудований храм УПЦ КП на честь святого Пророка і Предтечі Господнього Іоана Хрестителя.

## Населення

### Мова
Розподіл населення за рідною мовою за даними перепису 2001 року:
| Мова       | Кількість | Відсоток |
| ---------- | --------- | -------- |
| українська | 1984      | 98.46 %  |
| російська  | 28        | 1.39 %   |
| румунська  | 2         | 0.10 %   |
| польська   | 1         | 0.05 %   |
| Усього     | 2015      | 100 %    |

## Галерея

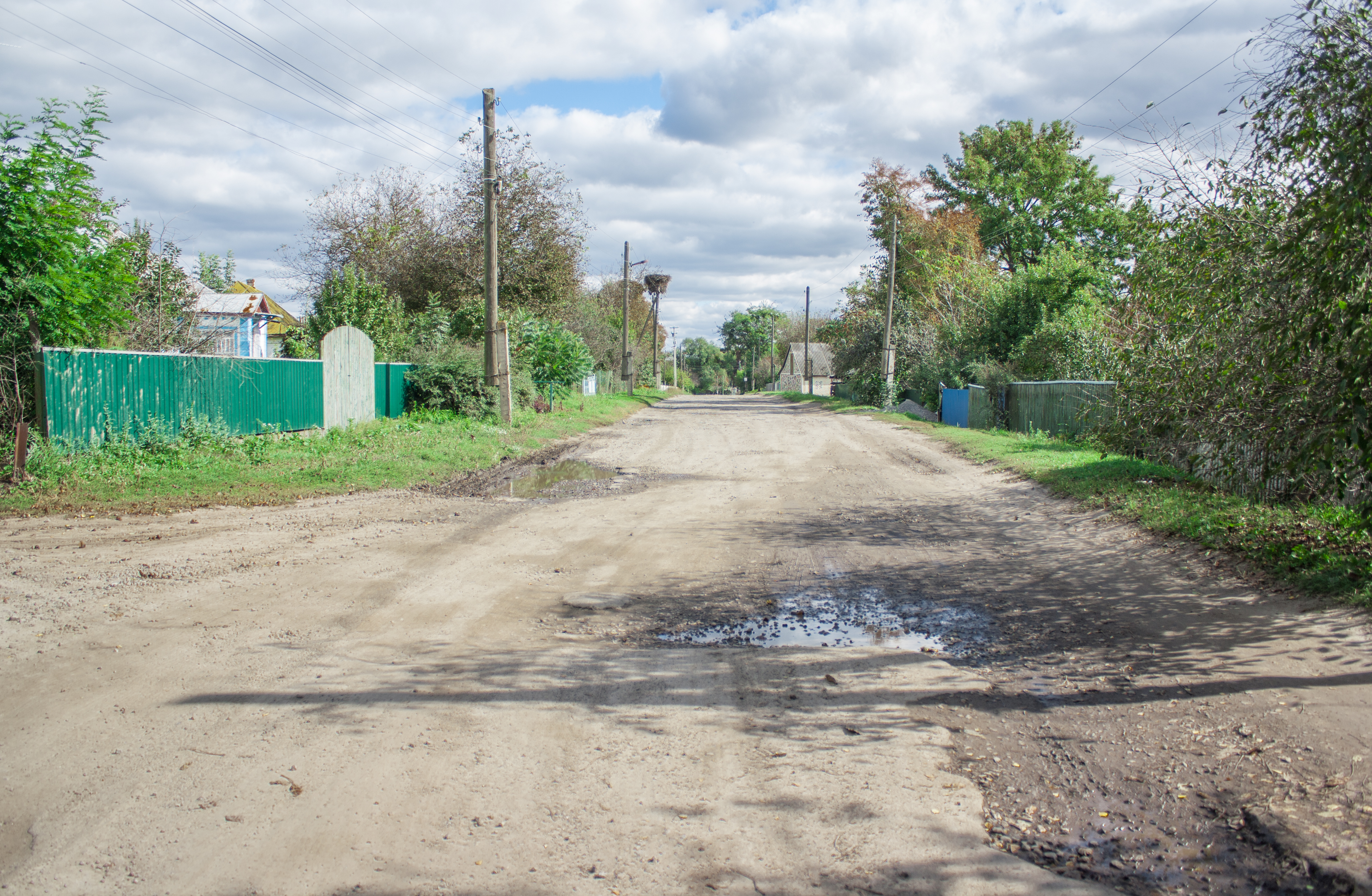
Вулиця Шевченка
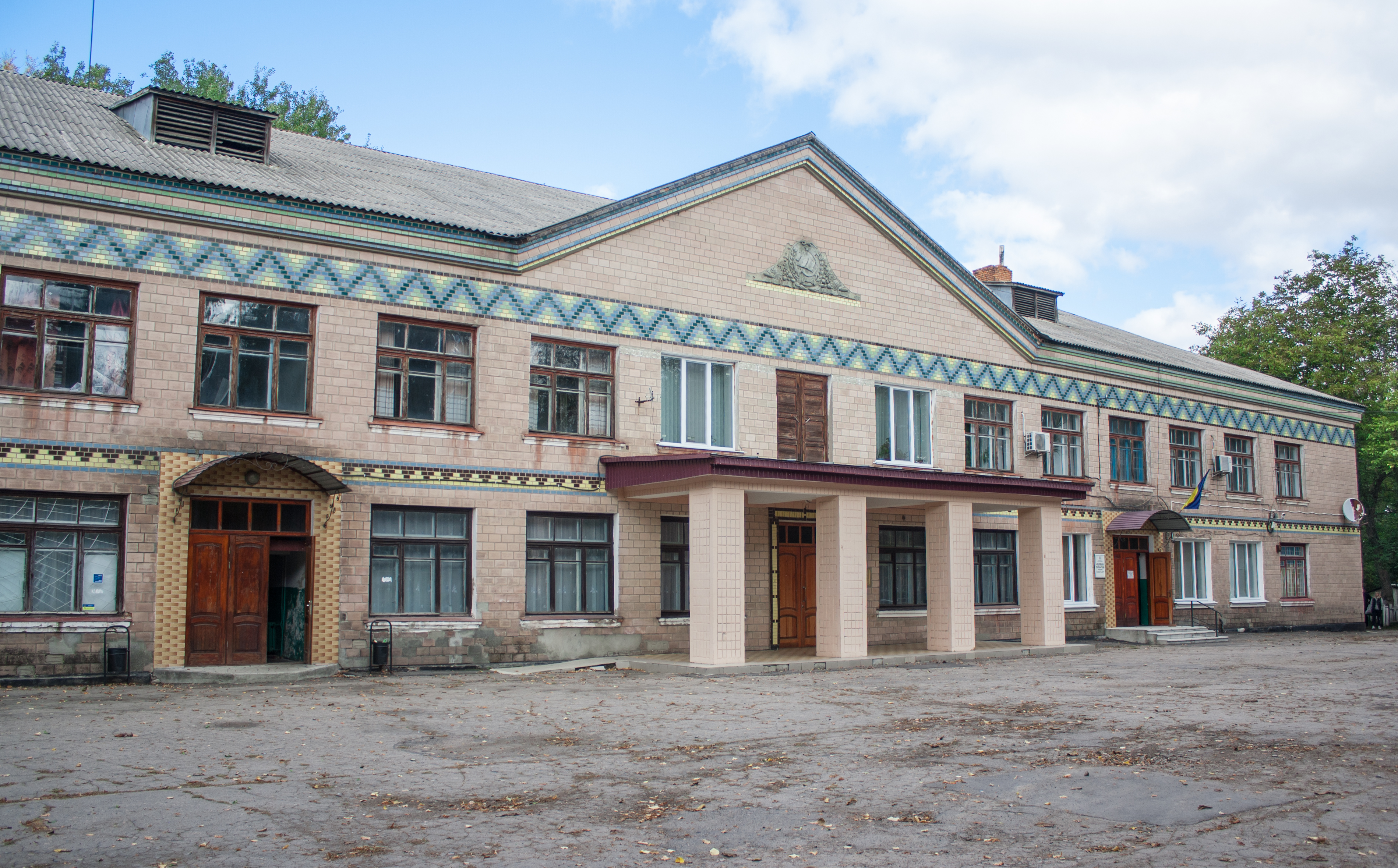
Будинок культури та сільська рада
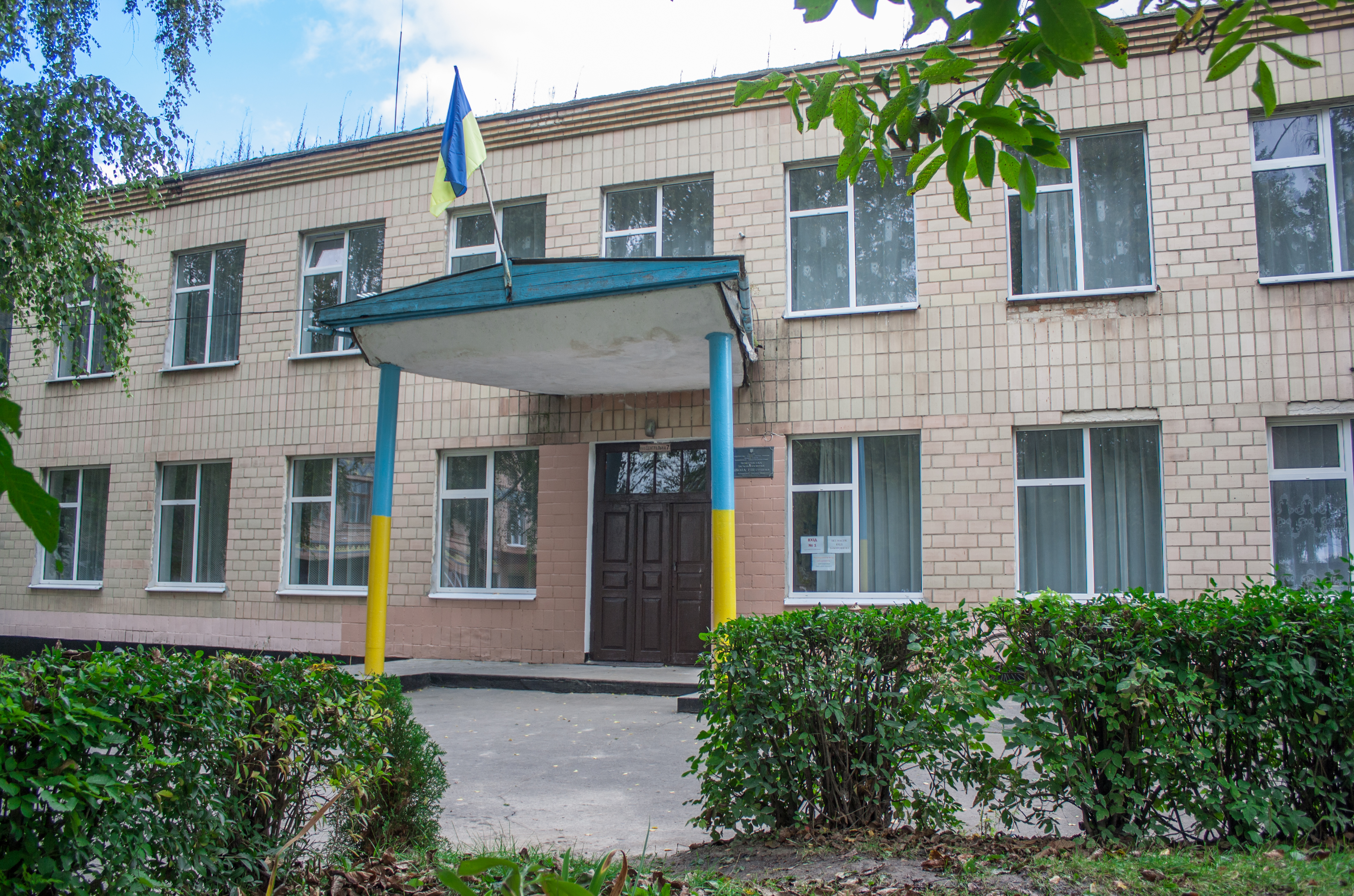
Школа
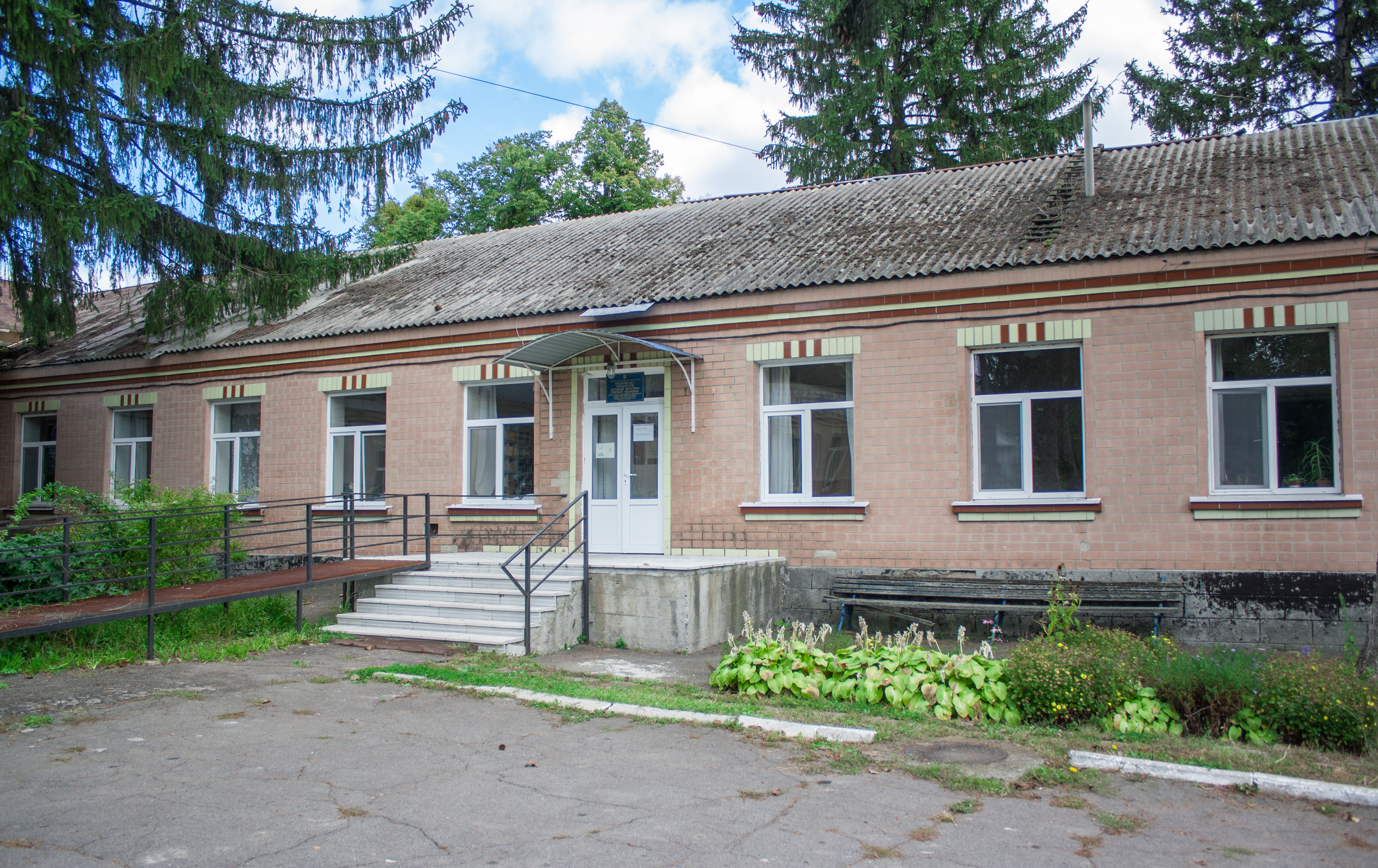
Амбулаторія
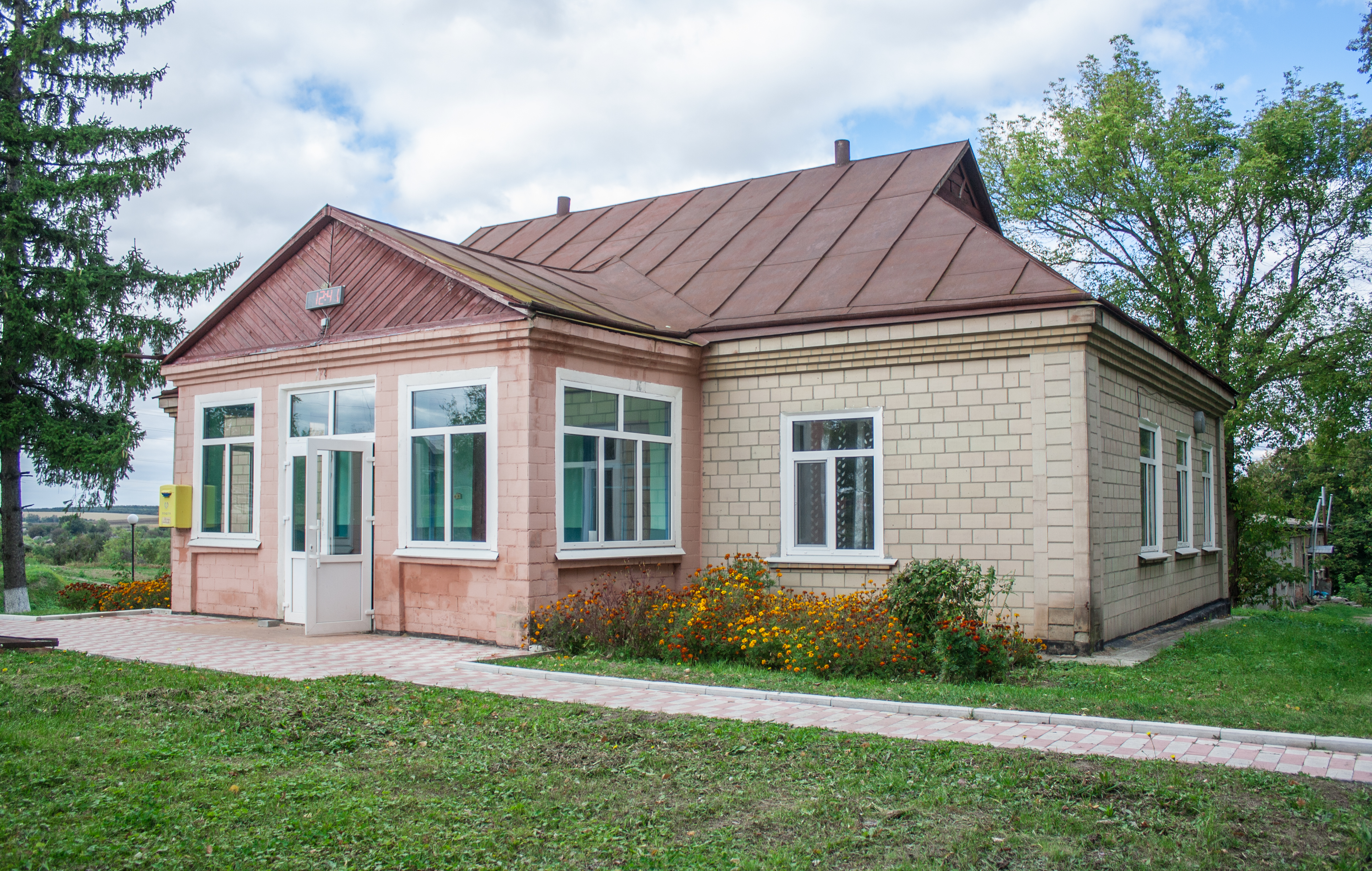
Пошта
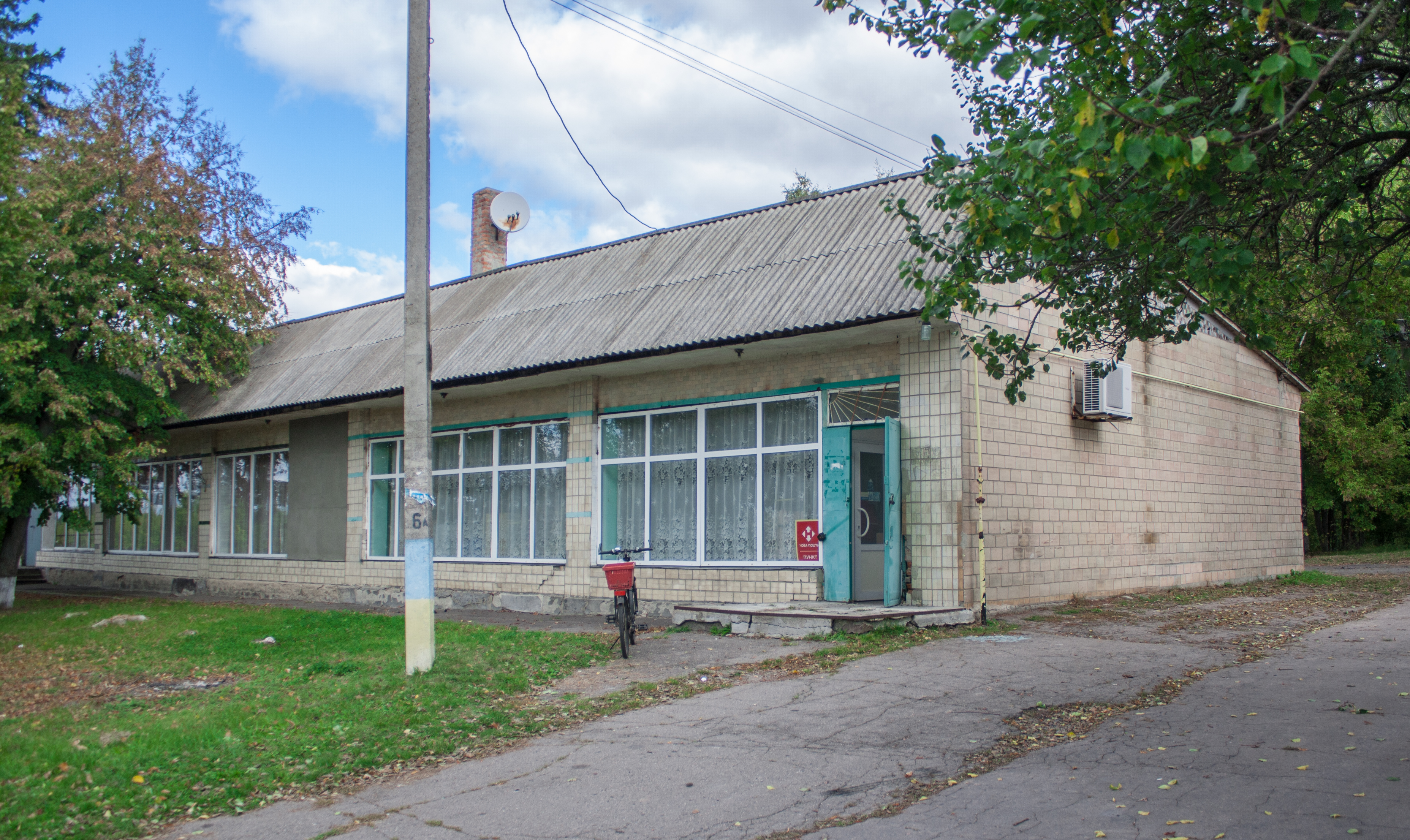
Магазин
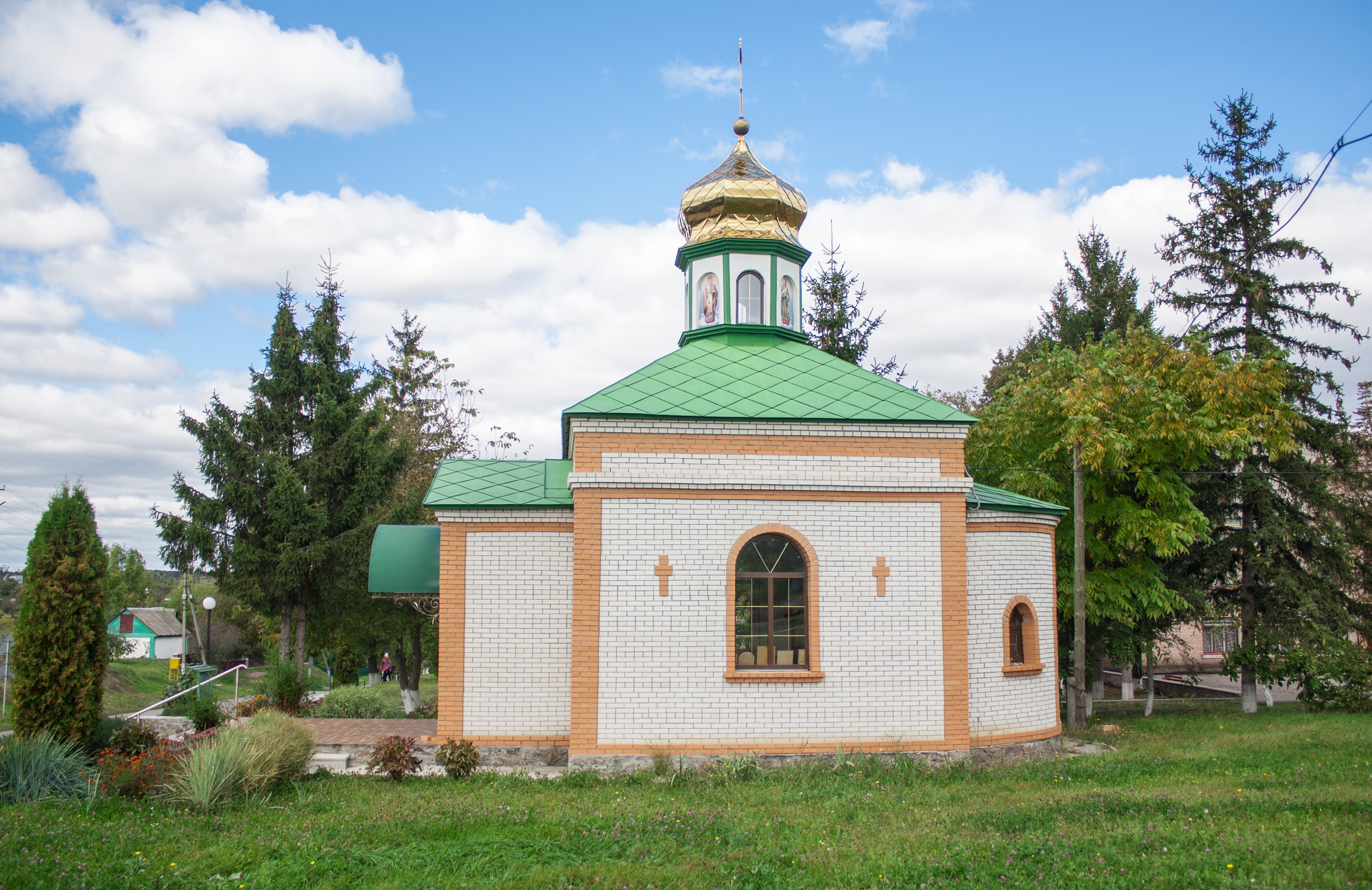
Церква
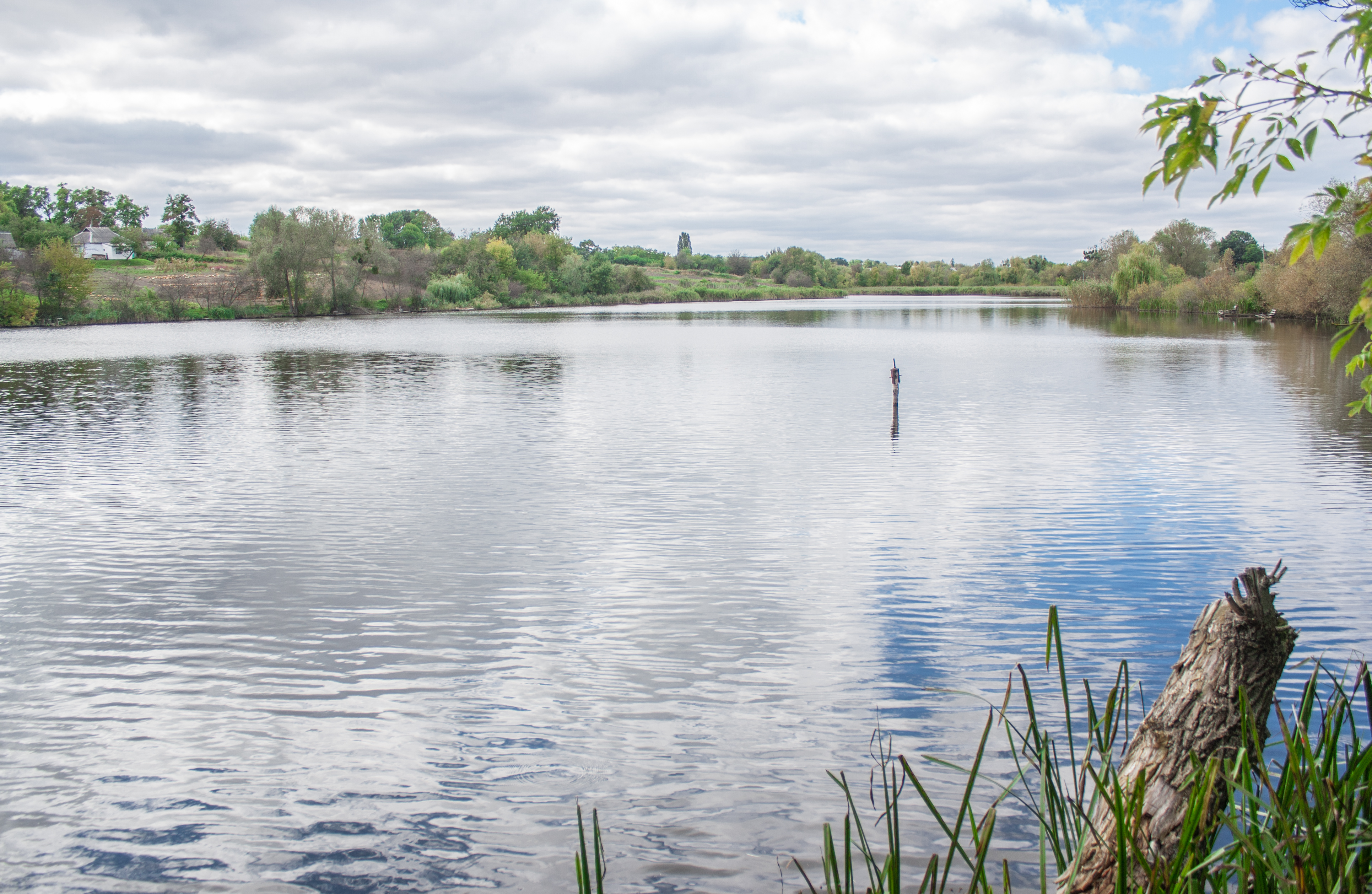
Ставок на річці Мощурів
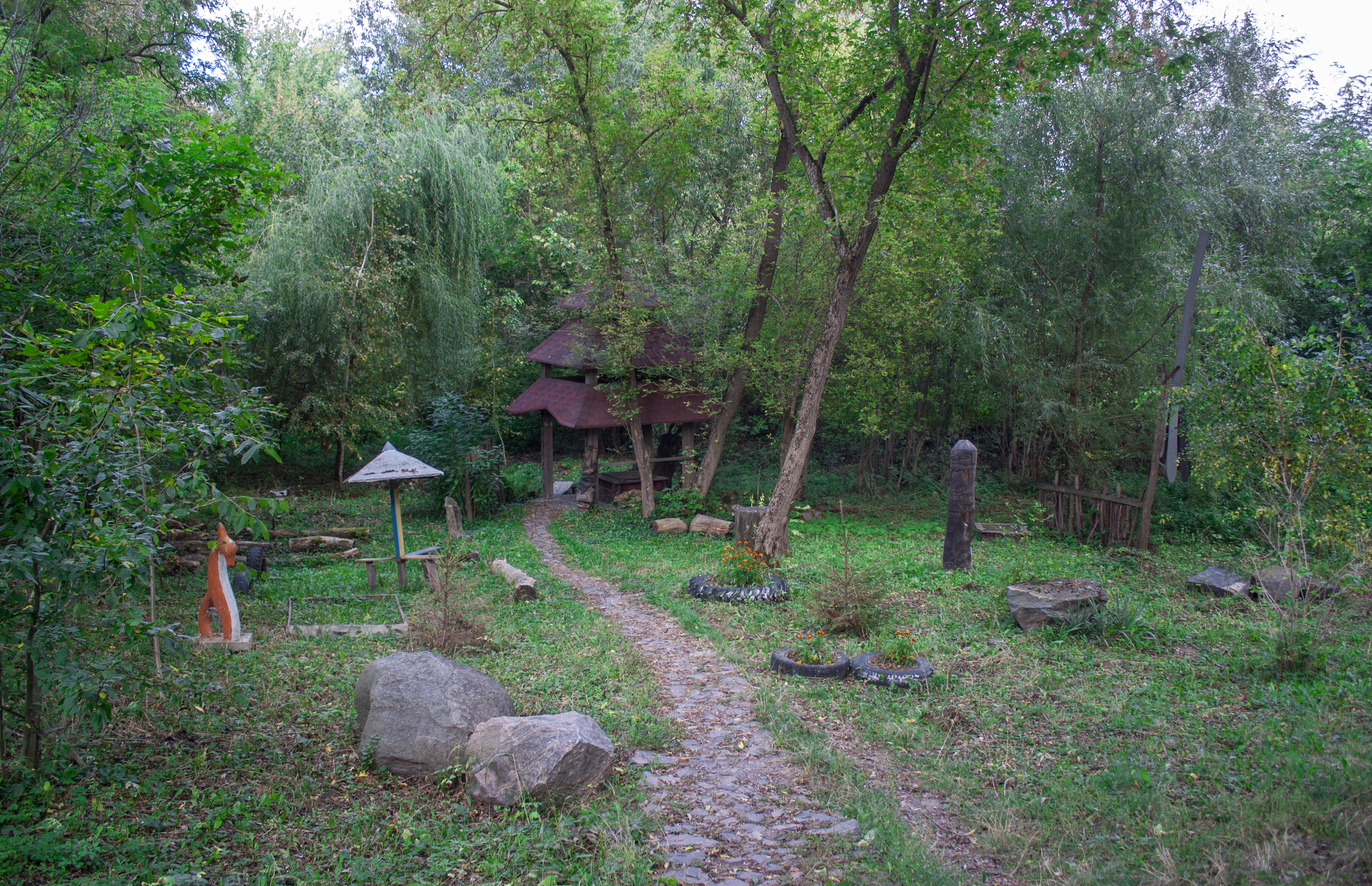
Парк "Гуральня"
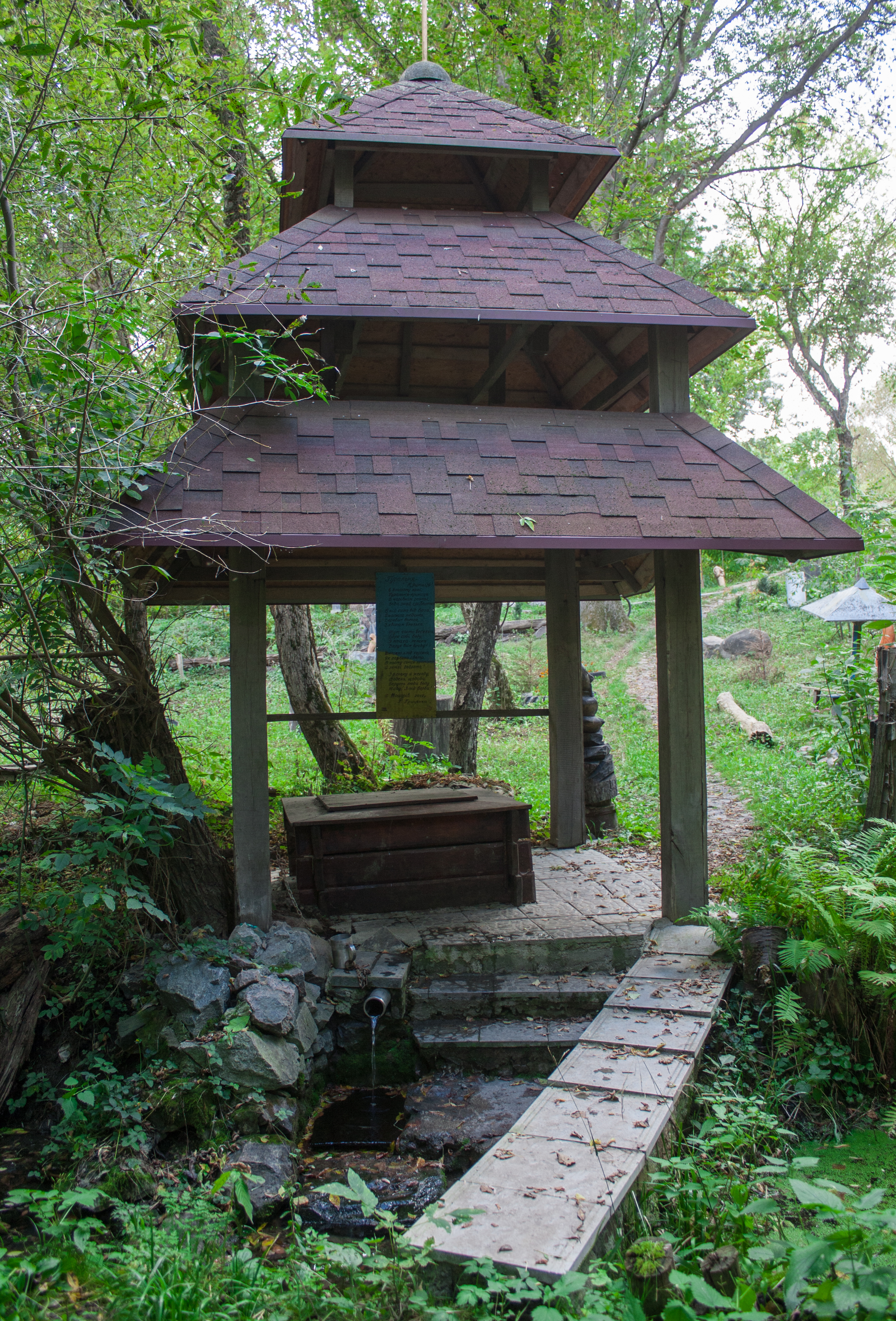
Джерело у парку
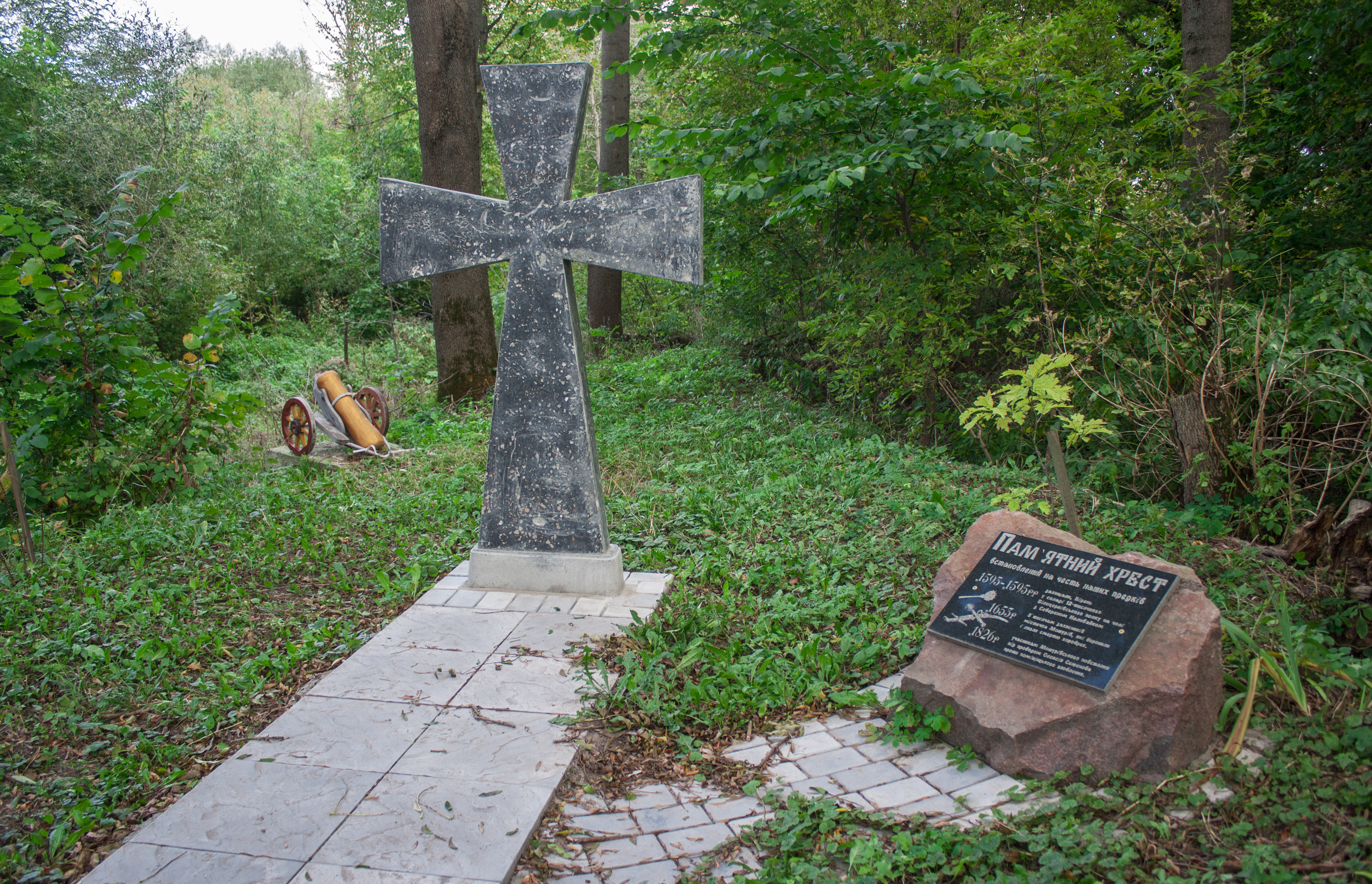
Пам'ятний хрест
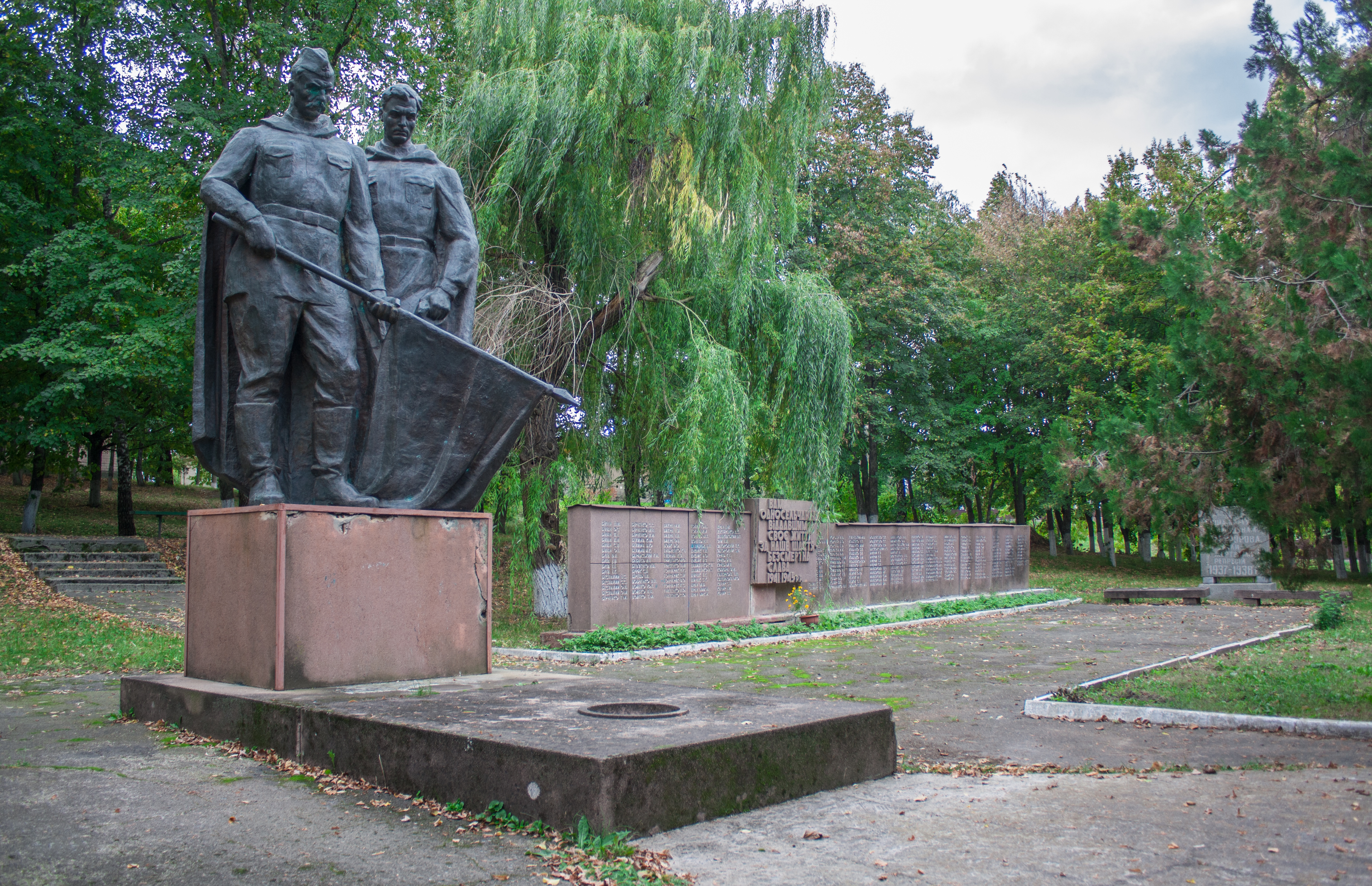
Пам'ятник воїнам-односельцям

## Відомі люди

###### Народились
- Бірченко Василь Григорович — заступник міністра юстиції України;
- Чернишенко Анатолій Вадимович — радник посольства України в Хорватії;
- Семеняк-Штангей Валентина Миколаївна — член Національної спілки письменників України, член Національної спілки журналістів України;
- Катернога Мусій Тимофійович (21 квітня 1912 — 19 грудня 1998) — архітектор-художник, кандидат архітектурних наук;
- Криничка Опанас Іонович (? — 28 квітня 1930) — курінний отаман Повстанської дивізії Уманщини;
- Сошинський Олег Іванович — заслужений працівник культури УРСР, почесний громадянин міста Тальне;
- Штангей Володимир Фокович (1895 — 3 листопада 1937) — письменник доби Розстріляного Відродження.

###### Закінчили школу
- Атаманюк Юлій Андрійович — доктор філософії, професор, заслужений працівник сфери послуг України, академік Української академії наук України.